# Lagawe
Lagawe è una municipalità di quarta classe delle Filippine, capoluogo della Provincia di Ifugao, nella Regione Amministrativa Cordillera.
Lagawe è formata da 20 baranggay:
- Abinuan
- Banga
- Boliwong
- Burnay
- Buyabuyan
- Caba
- Cudog
- Dulao
- Jucbong
- Luta
- Montabiong
- Olilicon
- Poblacion East
- Poblacion North
- Poblacion South
- Poblacion West
- Ponghal
- Pullaan
- Tungngod
- Tupaya